# Capsol
Capsol, alternative Schreibweise: Capzol, ist eine Ortschaft und eine Parroquia rural („ländliches Kirchspiel“) im Kanton Chunchi der ecuadorianischen Provinz Chimborazo. Die Parroquia besitzt eine Fläche von 25,61 km². Die Einwohnerzahl lag im Jahr 2010 bei 899. Im Jahr 2019 wurde die Einwohnerzahl auf 810 geschätzt. 

## Lage
Die Parroquia Capsol liegt in den Anden. Die Längsausdehnung in NNW-SSO-Richtung beträgt 11 km. Das Gebiet liegt in Höhen zwischen 1400 m und 3600 m. Das Verwaltungsgebiet bildet einen schmalen Streifen, der von einem Gebirgskamm im Süden bis zum Río Chanchán im Norden reicht. Im Osten und im Westen wird das Verwaltungsgebiet von den kleineren Flüssen Río Picay und Río Turmos begrenzt. Der 2280 m hoch gelegene Ort Capsol befindet sich 1,5 km ostnordöstlich vom Kantonshauptort Chunchi. Die Fernstraße E35 (Alausí–Zhud) führt an Capsol vorbei.
Die Parroquia Capsol grenzt im Osten an die Parroquia Chunchi, im Südwesten an die Parroquia Compud, im Nordwesten an die Parroquia Huigra (Kanton Alausí) sowie im äußersten Norden an die Parroquia Sibambe (Kanton Alausí).

## Geschichte
Die Gründung der Parroquia Capsol wurde am 7. Oktober 1944 im Registro Oficial N° 107 bekannt gemacht und damit wirksam.